# Zaragoza, Santo Domingo
Zaragoza är en ort i Mexiko.   Den ligger i kommunen Santo Domingo och delstaten San Luis Potosí, i den centrala delen av landet, 500 km nordväst om huvudstaden Mexico City. Zaragoza ligger 2 169 meter över havet och antalet invånare är 453.
Terrängen runt Zaragoza är en högslätt. Runt Zaragoza är det mycket glesbefolkat, med 2 invånare per kvadratkilometer. Zaragoza är det största samhället i trakten. Omgivningarna runt Zaragoza är i huvudsak ett öppet busklandskap.